# Van Harinxma thoe Slooten

Van Harinxma thoe Slooten is een van oorsprong Fries adellijk geslacht waarvan de leden de titel van baron(es) voeren.

## Geschiedenis
De bewezen stamreeks begint met Idzard Hettinga die vermeld wordt in 1449. Zijn zoon en verdere nageslacht werden grietmannen en bestuurders in Friesland en werden later ook actief op nationaal bestuurlijk niveau. Zijn achterkleinzoon Homme Hettinga trouwde met Wick Abbema (†1505), die zich naar haar moeder Hylck ook Harinxma noemde. Hun zoon Tiete Hettinga (†1541) noemde zich later Pieter van Harinxma en overleed te Sloten. Zijn achterkleinzoon voerde de geslachtsnaam Van Harinxma thoe Slooten. Een nazaat van hem werd in 1814 erkend als edele van Friesland. In 1822 volgde de erkenning voor nageslacht van hem van de titel van baron(es).

## Enkele leden van het geslacht
Jhr. mr. Albertius van Harinxma thoe Slooten (1765-1816), lid Provinciale Staten van Friesland, vrederechter van Holwerd
- Mr. Johan Sippo baron van Harinxma thoe Slooten (1802-1852), grietman van Westdongeradeel, lid Provinciale Staten van Friesland
- Mr. Maurits Pico Diderik baron van Harinxma thoe Slooten (1804-1876), grietman van Smallingerland
  - Albertus baron van Harinxma thoe Slooten (1836-1881), burgemeester van Opsterland
  - Mr. Binnert Philip I baron van Harinxma thoe Slooten (1839-1923), lid Tweede Kamer, commissaris des Konings/der Koningin in Friesland
    - Mr. Coert Lambertus van Harinxma thoe Slooten (1865-1927), rechter Leeuwarder rechtbank, later raadsheer gerechtshof Leeuwarden  
      - B. Ph. baron van Harinxma thoe Slooten (1893-1945), kamerheer van Koningin Wilhelmina, rechter in Leeuwarden, vicerechter in Beesterzwaag, lid van het verzet in Leeuwarden en rechter in het Veemgericht, vermoord door de Nederlandse Landwacht[1][2].

    - Mr. Douwe Jan Andries baron van Harinxma thoe Slooten (1869-1945), burgemeester van 's Graveland en Ankeveen
      - Binnert Anne Philip baron van Harinxma thoe Slooten (1906-1991), burgemeester van Nederhorst den Berg

    - Mr. Pieter Albert Vincent van Harinxma thoe Slooten (1870-1954), commissaris der Koningin in Friesland
    - Mr. Albertus baron van Harinxma thoe Slooten (1872-1940), jurist, procureur-generaal in Amsterdam
      - Mr. Johan Sippo baron van Harinxma thoe Slooten (1898-1950), advocaat
        - Mr. Albertus baron van Harinxma thoe Slooten (1930-2012), burgemeester van Doorn en De Bilt

  - Mr. Johan Sippo baron van Harinxma thoe Slooten (1848-1904), burgemeester